# Dołek skalisty
Dołek skalisty (łac. fossula petrosa) – w anatomii człowieka zagłębienie na powierzchni dolnej piramidy kości skroniowej. Położony jest pomiędzy kanałem tętnicy szyjnej, a dołem szyjnym. Znajduje się w nim zwój dolny nerwu językowo-gardłowego. Odchodzący od tego zwoju nerw bębenkowy przechodzi poprzez leżący na dnie dołka otwór dolny kanalika bębenkowego (apertura inferior canaliculi tympanici), w którym przebiega także tętnica bębenkowa dolna (gałąź tętnicy gardłowej wstępującej).